# Troglohyphantes inermis
Troglohyphantes inermis Deeleman-Reinhold, 1978 è un ragno appartenente alla famiglia Linyphiidae.

## Etimologia
Il nome proprio della specie deriva dall'aggettivo latino inermis, -e, che significa inerme, sprovvisto di difesa, dovuto all'assenza di processi spinali dorsali sui femori.

## Descrizione
Il maschio ha una lunghezza totale di 2,64 mm; il cefalotorace è lungo 1,10 mm e largo 0,86 mm. Le femmine hanno una lunghezza media di 3,12 mm; il cefalotorace è lungo 1,20 mm e largo 0,91

## Distribuzione
La specie è stata rinvenuta in Macedonia del Nord: nella località di Kalina dupka, nei pressi di Lazaropole, località appartenente al comune urbano di Mavrovo e Rostuša

## Tassonomia
Al 2013 non sono note sottospecie e non sono stati esaminati nuovi esemplari dal 2007.